# 雅米島
雅米島，是位於巴丹群島中最北端的島嶼，也是菲律賓的最北處，目前由巴丹群島省管轄。在當地語言，「Mavudis」象徵著低地的意思。島上覆滿了芒果樹和棕櫚樹，以及根據附近土著描述，當地還可發現大量的椰子蟹。
菲律賓政府於2004年進行的一項普查中，確定此島無任何人跡。另外，島嶼也位在呂宋火山弧上。

## 名稱
居住在巴丹群島的長者也將雅米島稱作「Dihami」，為北邊之意，而部分西班牙殖民政府的人員也採用此名稱。不過，於美國殖民時期，大多數地圖則以「Yami」或「Y'Ami」標示。 

## 位置
島嶼距離臺灣南端鵝鑾鼻東南方約141公里、蘭嶼約98公里處，與菲律賓的呂宋島相距288公里。島上最高處為雅米山（Y'Ami Hill），標高219公尺。